# Conor Timmins
Conor Timmins (né le 18 septembre 1998 à Saint Catharines, dans la province de l'Ontario au Canada) est un joueur professionnel canadien de hockey sur glace. Il évolue à la position de défenseur. 

## Biographie

### Carrière en club
À la fin de sa dernière année junior, il est aux prises avec une commotion cérébrale et continue d'avoir des symptômes qui l'empêchent de prendre part aux matchs de la saison 2018-2019 avec l'Avalanche du Colorado ou les Eagles du Colorado.
Le 1er octobre 2019, il fait partie de la formation finale de l'Avalanche pour le match d'ouverture de la nouvelle saison. Il dispute sa première rencontre en carrière dans la LNH, le 3 octobre, face aux Flames de Calgary. Il joue un 2e match avec le Colorado avant d'être cédé aux Eagles, le 7 octobre.
À la fin de la campagne 2020-2021 et avec un statut de joueur autonome avec restriction, il est échangé aux Coyotes de l'Arizona avec un choix de 1re ronde en 2022 et un choix conditionnel de 3e tour en 2024 en retour du gardien Darcy Kuemper, le 28 juillet 2021. Il signe un nouveau contrat d'une durée de 2 ans avec les Coyotes, le 6 août.
Il prend part à 6 matchs en 2021-2022 avec les Coyotes avant de souffrir d'une blessure à un genou. Cette blessure l'oblige à subir une chirurgie, ce qui met un terme à sa saison.
Le 23 novembre 2022, il est échangé aux Maple Leafs de Toronto en retour de l'attaquant Curtis Douglas.
Timmins et son coéquipier Connor Dewar sont échangés aux Penguins de Pittsburgh le 7 mars 2025. En retour, les Maple Leafs obtiennent un choix de 5e tour au repêchage de 2025.

### Carrière internationale
Il représente le Canada au niveau international. Il prend part aux sélections jeunes.

## Statistiques

### En club
| Saison     | Équipe                           | Ligue      |     | Saison régulière | Saison régulière | Saison régulière | Saison régulière | Saison régulière |   | Séries éliminatoires | Séries éliminatoires | Séries éliminatoires | Séries éliminatoires | Séries éliminatoires |
| Saison     | Équipe                           | Ligue      | PJ  | B                | A                | Pts              | Pun              | PJ               | B | A                    | Pts                  | Pun                  |                      |                      |
| 2014-2015  | Falcons de St. Catharines        | GOJHL      | 15  | 5                | 3                | 8                | 13               | -                | - | -                    | -                    | -                    |                      |                      |
| 2014-2015  | Blackhawks de Thorold            | GOJHL      | 15  | 2                | 8                | 10               | 28               | -                | - | -                    | -                    | -                    |                      |                      |
| 2015-2016  | Greyhounds de Sault-Sainte-Marie | LHO        | 60  | 4                | 9                | 13               | 20               | 12               | 0 | 1                    | 1                    | 6                    |                      |                      |
| 2016-2017  | Greyhounds de Sault-Sainte-Marie | LHO        | 67  | 7                | 54               | 61               | 69               | 11               | 1 | 7                    | 8                    | 10                   |                      |                      |
| 2017-2018  | Greyhounds de Sault-Sainte-Marie | LHO        | 36  | 8                | 33               | 41               | 43               | 23               | 5 | 13                   | 18                   | 16                   |                      |                      |
| 2019-2020  | Avalanche du Colorado            | LNH        | 2   | 0                | 0                | 0                | 0                | 2                | 0 | 0                    | 0                    | 4                    |                      |                      |
| 2019-2020  | Eagles du Colorado               | LAH        | 40  | 3                | 24               | 27               | 38               | -                | - | -                    | -                    | -                    |                      |                      |
| 2020-2021  | Avalanche du Colorado            | LNH        | 31  | 0                | 7                | 7                | 8                | 10               | 0 | 0                    | 0                    | 0                    |                      |                      |
| 2020-2021  | Eagles du Colorado               | LAH        | 6   | 1                | 3                | 4                | 4                | -                | - | -                    | -                    | -                    |                      |                      |
| 2021-2022  | Coyotes de l'Arizona             | LNH        | 6   | 0                | 0                | 0                | 0                | -                | - | -                    | -                    | -                    |                      |                      |
| 2022-2023  | Coyotes de l'Arizona             | LNH        | 2   | 0                | 0                | 0                | 0                | -                | - | -                    | -                    | -                    |                      |                      |
| 2022-2023  | Roadrunners de Tucson            | LAH        | 6   | 0                | 3                | 3                | 12               | -                | - | -                    | -                    | -                    |                      |                      |
| 2022-2023  | Maple Leafs de Toronto           | LNH        | 25  | 2                | 12               | 14               | 8                | -                | - | -                    | -                    | -                    |                      |                      |
| 2023-2024  | Maple Leafs de Toronto           | LNH        | 25  | 1                | 9                | 10               | 18               | -                | - | -                    | -                    | -                    |                      |                      |
| 2024-2025  | Maple Leafs de Toronto           | LNH        | 51  | 2                | 6                | 8                | 24               | -                | - | -                    | -                    | -                    |                      |                      |
| Totaux LNH | Totaux LNH                       | Totaux LNH | 142 | 5                | 34               | 39               | 58               | 12               | 0 | 0                    | 0                    | 4                    |                      |                      |

### En équipe nationale
| Année | Équipe     | Compétition                 |   | PJ | B | A | Pts | Pun           |  | Résultat |
| 2018  | Canada U20 | Championnat du monde junior | 7 | 1  | 4 | 5 | 4   | Médaille d'or |  |          |